# Muffoletta nissena
La muffoletta nissena o muffuletta o schiacciata con ricotta è un panino prodotto solitamente per la festa di San Martino; è una delle tantissime muffulette che ogni territorio interpreta in modo differente.

## Storia
È un cibo popolare, semplice ed economico, dalla storia antica, il Pitre nel 1872 lo descrive così: «Muffulettu, muffuletta, pane molle e spugnoso, che si mangia anche caldo, mettendovi dentro olio o sugna, accinga salata, pepe ecc.»
La città di Caltanissetta più di altre città siciliane si distinque gastronomicamente per la presenza quasi totalizzante della ricotta di pecora, autentico genius loci del territorio nisseno, estremamente economica e diffusa per la presenza nel territorio di ampi terreni marginali adatti al pascolo delle pecore.
La muffuletta o muffoletta nissena usa un pane scacciato tipo pagnotta che viene aromatizzato con l'anice o il finocchietto, pane che da il nome alla specialità. Questo pane è molto diffuso in Sicilia ed è per questo che esistono molti tipi diversi di muffuletta.
Nel capoluogo nisseno esistono due versioni: la salata che è condita con abbondante ricotta di pecora, caciocavallo e pepe; mentre la versione dolce è senza caciocavallo e pepe e viene spennellate con il miele.
Un piatto povero, poverissimo, archetipo della cucina nissena, che si fonda e sviluppa sulla ricotta di pecora.